# Всю ночь напролёт
«Всю ночь напролёт» (англ. All Night Long) — американская комедия 1981 года режиссёра Жан-Клода Трамонта с Барброй Стрейзанд и Джином Хэкменом в главных ролях.

## Сюжет
После конфликта с боссом Джорджа Даплера, сотрудника крупной фирмы, понижают до менеджера в круглосуточном магазине. Вдобавок к этому на его семью наваливается куча проблем, одной из которых становится его дальняя родственница Шерил Гиббонс, возлюбленная его сына Фредди. Желая разрушить их отношения, Джордж сам постепенно в неё влюбляется, что приводит к новому конфликту с супругой и сыном.

## В ролях
- Барбра Стрейзанд — Шерил Гиббонс
- Джин Хэкмен — Джордж Даплер
- Дайан Ладд — Хелен Даплер
- Деннис Куэйд — Фредди Даплер
- Анни Жирардо — учительница французского языка
- Бонни Бартлетт — Патриша
- Фэйт Минтон — девушка-грабитель
- Энн Доран — бабушка Гиббонс
- Верни Уотсон — Эмили

## Производство
Изначально фильм планировался как малобюджетная комедия с Джином Хэкменом и Лизой Айкхорн в главных ролях. Сью Мэнджерс, агент Стрейзанд, был в хороших дружеских отношениях с режиссёром картины Жан-Клодом Трамоном и убедил заменить Айкхорн на его протеже. Желание Мэнджерса дать роль Стрейзанд в итоге привело к тому, что после провала картины актриса его уволила.

## Отзывы
После выхода в прокат картина получила смешанные отзывы. Стивен Холден в журнале Rolling Stone дал фильму положительную оценку, добавив, что игра Стрейзанд была навеяна кинообразами Мэрилин Монро. Также положительно о комедии отозвалась Полин Кейл из The New Yorker, дав, в частности, положительные оценки игре Хэкмена. Несмотря на это, в 1981 году Барбра Стрейзанд за свою роль была выдвинута на премию «Золотая малина» в номинации «худшая актриса».

## Сборы
Хотя в целом фильм рассматривается как провальный, в свой первый уик-энд он собрал в прокате 1 391 000 долларов США, став № 1 в американских киночартах. В дальнейшем своём прокате картина собрала около 10 млн долларов по всему миру, что с поправкой на инфляцию на сегодняшний день[когда?] составило бы примерно 22,5 млн долларов.